# Maciço do Luberon
O Maciço do Luberon ─ o Luberon ou o Massif du Luberon em francês ─ é uma maciço que fazem parte dos Alpes Ocidentais na sua secção dos Pré-Alpes da Provença e está situado entre o departamento francês de Alpes da Alta Provença e o de Vaucluse, e é neste último que se o ponto mais alto, a Mourre Nègre com 1.125 m.

## Geografia
De rocha sedimentar e com sessenta km de comprimento por 5 de largo, o maciço apresenta uma grande variedade de ecossistemas. É delimitado a Norte pelos Montes de Vaucluse a Sul pelo Rio Durance.